# Weltervikt i boxning vid olympiska sommarspelen 1972
Resultat från boxning vid olympiska sommarspelen 1972 och herrarnas weltervikt. Boxarna vägde under 67 kg. Tävlingarna arrangerades i München.

## Medaljörer
| Klass      | Guld                 | Silver               | Brons                |
| Weltervikt | Emilio Correa · Kuba | János Kajdi · Ungern | Dick Murunga · Kenya |
| Weltervikt | Emilio Correa · Kuba | János Kajdi · Ungern | Jesse Valdez · USA   |

## Resultat

### Första rundan
| Vinnare              | Resultat      | Förlorare                  |
| Första rundan        | Första rundan | Första rundan              |
| -------------------- | ------------- | -------------------------- |
| Ib Bøtcher (DEN)     | 3-2           | Nicolas Ortiz Flores (PUR) |
| Vladimir Kolev (BUL) | 5-0           | Abdelhamid Fouad Gad (EGY) |
| David Jackson (UGA)  | 3-2           | Victor Zilberman (ROU)     |
| Carlos Burga (PER)   | 4-1           | Ketil Hodne (NOR)          |
| Jesse Valdez (USA)   | 5-0           | Kolman Kalipe (TOG)        |

### Andra rundan
| Vinnare                 | Resultat     | Förlorare                 |
| Andra rundan            | Andra rundan | Andra rundan              |
| ----------------------- | ------------ | ------------------------- |
| Alfonso Fernández (ESP) | 4-1          | Hakki Sözen (TUR)         |
| Maurice Hope (GBR)      | 5-0          | Garry Davis (BAH)         |
| Damdiniav Bandi (MGL)   | 3-2          | Emma Flash Ankoudey (GHA) |
| János Kajdi (HUN)       | 4-1          | James Vrij (NED)          |
| Kerry Devlin (AUS)      | TKO-3        | Mirgaani Rizgalla (SUD)   |
| Sergio Lozano (MEX)     | 5-0          | Joe Mensah (NGR)          |
| Vartex Parsanian (IRI)  | 5-0          | Mbaraka Mkanga (TAN)      |
| Richard Murunga (KEN)   | 4-1          | Alfons Stawski (POL)      |
| Emilio Correa (CUB)     | 5-0          | Damiano Lassandro (ITA)   |
| Manfred Wolke (GDR)     | 4-1          | Panayotis Therianos (GRE) |
| Günther Meier (FRG)     | 5-0          | Jeff Rackley (NZL)        |
| Sangnual Rabieb (THA)   | 5-0          | Karl Gschwind (SUI)       |
| Anatolij Chochlov (URS) | TKO-3        | Julio Medina (CHI)        |
| John Rodgers (IRL)      | TKO-3        | Ib Bøtcher (DEN)          |
| David Jackson (UGA)     | 4-1          | Vladimir Kolev (BUL)      |
| Jesse Valdez (USA)      | 4-1          | Carlos Burga (PER)        |

### Tredje rundan
| Vinnare                 | Resultat      | Förlorare               |
| Tredje rundan           | Tredje rundan | Tredje rundan           |
| ----------------------- | ------------- | ----------------------- |
| Maurice Hope (GBR)      | WO            | Alfonso Fernández (ESP) |
| János Kajdi (HUN)       | KO-2          | Damdiniav Bandi (MGL)   |
| Sergio Lozano (MEX)     | 4-1           | Kerry Devlin (AUS)      |
| Richard Murunga (KEN)   | TKO-3         | Vartex Parsanian (IRI)  |
| Emilio Correa (CUB)     | TKO-2         | Manfred Wolke (GDR)     |
| Günther Meier (FRG)     | 5-0           | Sangnual Rabieb (THA)   |
| Anatolij Chochlov (URS) | 5-0           | John Rodgers (IRL)      |
| Jesse Valdez (USA)      | 4-1           | David Jackson (UGA)     |

### Kvartsfinaler
| Vinnare               | Resultat      | Förlorare               |
| Kvartsfinaler         | Kvartsfinaler | Kvartsfinaler           |
| --------------------- | ------------- | ----------------------- |
| János Kajdi (HUN)     | 5-0           | Maurice Hope (GBR)      |
| Richard Murunga (KEN) | KO-1          | Sergio Lozano (MEX)     |
| Emilio Correa (CUB)   | 3-2           | Günther Meier (FRG)     |
| Jesse Valdez (USA)    | 5-0           | Anatolij Chochlov (URS) |

### Semifinaler
| Vinnare             | Resultat    | Förlorare             |
| Semifinaler         | Semifinaler | Semifinaler           |
| ------------------- | ----------- | --------------------- |
| János Kajdi (HUN)   | 4-1         | Richard Murunga (KEN) |
| Emilio Correa (CUB) | 3-2         | Jesse Valdez (USA)    |

### Final
| Vinnare             | Resultat | Förlorare         |
| Final               | Final    | Final             |
| ------------------- | -------- | ----------------- |
| Emilio Correa (CUB) | 5-0      | János Kajdi (HUN) |